# Антонішин Євген Олександрович
Євген Олександрович Антонішин (Антонишин) (1929 — ?) — український радянський діяч, секретар Чернівецького обкому КПУ.

## Життєпис
Освіта вища. Член КПРС.
На 1957—1958 роки — головний ветеринарний лікар Кельменецької районної ветеринарної лікарні Кельменецького району Чернівецької області.
На 1965 рік — начальник ветеринарного відділу Чернівецького обласного управління сільського господарства.
До 27 січня 1973 року — завідувач сільськогосподарського відділу Чернівецького обласного комітету КПУ.
27 січня 1973 — 17 жовтня 1975 року — секретар Чернівецького обласного комітету КПУ з питань сільського господарства.
Подальша доля невідома.

## Нагороди
- орден «Знак Пошани» (26.02.1958)
- ордени
- медалі